# إبراهيم شمس
إبراهيم شمس (1917م- 2001م). رباع مصري من مواليد 16 يناير 1917 بحى اللبان بمحافظة الإسكندرية.

## إنجازاته
هو بطل مصر في رفع الأثقال على مدى عشرين عاما، فاز بالميدالية الذهبية في وزن الخفيف في أولمبياد لندن 1948 مسجلا أرقاما قياسية أولمبية وعالمية جديدة، كما فاز بالميدالية البرونزية في دورة الألعاب الأولمبية الصيفية 1936 في وزن الريشة، فاز بالمركز الأول لوزن الخفيف في بطولة العالم لرفع الأثقال عام 1949م بلاهاي في هولندا. وفاز ببطولة العالم في رفع الأثقال أربع مرات أخرها في وزن الخفيف بميلانو في إيطاليا عام 1951، كما وفاز بالمركز الأول لوزن الخفيف في دورة البحر الأبيض المتوسط بالإسكندرية في مصر.

## وفاته
توفى في يناير 2001

## روابط خارجية
- إبراهيم شمس على موقع اللجنة الأولمبية الدولية (الإنجليزية)
- إبراهيم شمس على موقع أوليمبيديا (الإنجليزية)